# Buffalo (Missouri)
Buffalo è un comune degli Stati Uniti d'America, situato nello Stato del Missouri, nella contea di Dallas, della quale è il capoluogo.